# Soane-Patita Vaimua Lavelua
Soane-Patita Vaimua ou simplement Vaimua (1799-1858) est un roi coutumier au titre de lavelua d'Uvea du XIXe siècle. Il est nommé roi en 1829 (il a trente ans) et règne jusqu'à sa mort en 1858. Durant son règne, les missionnaires maristes emmenés par Pierre Bataillon débarquent à Wallis en 1837 et convertissent la population. Il devient alors le premier Lavelua baptisé catholique et prend le nom de Jean-Baptiste, en wallisien Soane Patita. Il meurt à presque soixante ans d'une pneumonie le 21 novembre 1858. Sa sœur Falakika Seilala lui succède quelques semaines après seulement, le 5 décembre 1858.
Il est le père d'Amelia Tokagahahau, qui devient reine d'Uvea le 19 février 1869, de 'Akalita Tofatā, de Seilala, de Naukovi, de Pale, et de Vito Lavelua, qui devient roi en 1895.